# Morumbi (Uberlândia)
Morumbi é um grande bairro periférico da Zona Leste de Uberlândia, e está localizado à 12 km do centro da cidade.
- É formado pelos loteamentos Santa Mônica II - setores A, B e C, Paz e Zaire Rezende.[1]
- O Morumbi, em 2010, tinha mais de 18 mil habitantes (segundo o IBGE), sendo o 4° bairro mais populoso da Zona Leste de Uberlândia.[2]

## Saúde
- O bairro Morumbi conta com uma Unidade de Atendimento Integrado, a UAI Morumbi, que atende emergências e outras especialidades clínicas, na Avenida Felipe Calixto Milken.[3][4][5]
- Além da UAI, o Morumbi conta com mais 4 unidades básicas de saúde da família, as UBSF's.[6]

## Educação e Lazer
- O Morumbi tem diversas escolas, como as municipais Eugênio Pimentel Arantes, Professora Irene Monteiro Jorge e Hilda Leão Carneiro. As EMEIs Hipólita Teresa Eranci e Anisio Spínola Teixeira. E a Estadual Professor Ederlindo Lannes Bernardes.[7][8][9]
- O bairro conta também com um centro profissionalizante que oferece diversos cursos gratuitos à comunidade da região, a unidade fica na Avenida José Maria Ribeiro, 897.[10]
- O Morumbi conta com apenas um local público de lazer, que é a Praça Eduardo Andraus Gassani, que fica na Rua São Sebastião, entre a Avenida José Maria Ribeiro e Rua Gamela. O local tem playground (parquinho de criança), academia ao ar livre, alguns bancos e poucas árvores, além de uma quadra.[11][12]

## Principais vias e acessos ao Morumbi
- O principal acesso ao bairro Morumbi, vindo do centro da cidade, é pelas avenidas Anselmo Alves dos Santos, João Naves de Ávila e Segismundo Pereira, além da Avenida Solidariedade, BR-452 e Trevo do Alvorada (Sérgio Fonseca Gomes).
- Suas principais vias são as avenidas Felipe Calixto Milken, Santos Reis, Antônio Jorge Isaac, Jerônimo José Alves, José Maria Ribeiro, entre outras.[13][14][15]

## Meio ambiente no bairro
- O Morumbi conta com um ecoponto, para descarte de entulhos e de materiais recicláveis. O local fica na Rua Mangaba.[16]

## Transporte público
- O bairro Morumbi é atendido pelas linhas A601, A602, A603, A681, além do T610 e E610 que partem do Terminal Central, em direção ao Terminal Novo Mundo, na zona leste, que atende o Morumbi, Alvorada, Residencial Integração (Dom Almir, Joana D'Arc, São Francisco, Prosperidade, Celebridade), entre outros. [17]
- O Terminal Novo Mundo também tem linhas que saem em direção aos terminais Santa Luzia, na zona sul e Umuarama, também zona leste. [18]